# 髙橋凜 (バレーボール)
髙𣘺 凜（たかはし りん、2001年7月31日 - ）は、日本の女子バレーボール選手である。
SVLでは「髙橋」で登録されている。

## 来歴
千葉県鎌ケ谷市出身。
富山第一高等学校から日本女子体育大学に進学。大学ではキャプテンを務めた。
2023年11月、日立Astemoリヴァーレへの入団内定が発表された。内定選手として2023-24V Cupで公式戦デビューを果たす。
2024年10月15日、2024-25シーズン開幕2戦目の群馬グリーンウイングス戦でSVリーグデビューを果たした。

## 所属チーム
- 富山第一高等学校（2017-2020年）
- 日本女子体育大学（2020-2024年）
- Astemoリヴァーレ茨城（2024年-）